# عزله بنی عمران (روستا)
 عزله بنی عمراس  (در عربی:  عُزلة بنی عَمراس )
نام روستایی است در دهستان ذی عُمران از توابع استان رَیمه در کشور یمن در شبه جزیره عربستان.

## جمعیت
جمعیت آن (۱۰۷ ) نفر (۱۱ خانوار) می‌باشد.